# Jean-Claude Darnal
Jean-Claude Darnal, né le 24 juin 1929 à Douai et mort le 12 avril 2011 à Ballainvilliers, est un chanteur, compositeur, interprète et écrivain français.

## Biographie
Jean-Claude Darnal est un auteur-compositeur-interprète qui a écrit de nombreuses chansons, notamment pour des artistes tels qu'Édith Piaf, Juliette Gréco, Petula Clark, Raoul de Godewarsvelde, les frères Jacques, les Compagnons de la Chanson, Catherine Sauvage, Annie Cordy…
Il chante d'abord ses chansons avec un ami, en s'accompagnant à la guitare et en faisant la quête autour de Saint-Germain-des-Prés. Puis il entreprend en 1954 un tour du monde en auto-stop, qui se limitera finalement à un tour de l'Adriatique. Apprenant par hasard que certaines de ses chansons rencontrent le succès en France, il rentre à Paris. Il voit alors ses premières chansons éditées, et se produit sur scène, en « supplément de programme » dans un concert de Georges Brassens, au théâtre des trois Baudets, et à l'Olympia.
Il fait ensuite plusieurs tournées en France, au Québec, aux États-Unis, en Inde, et en Afrique.
Il est notamment l'auteur de la chanson Quand la mer monte interprétée par Raoul de Godewarsvelde, devenue un hymne dans la région Nord et dont le titre servira au film de Gilles Porte et Yolande Moreau, récompensé par deux césars en 2005. Elle fut également reprise par le fantaisiste Patrick Sébastien.
Il a aussi écrit et interprété des chansons personnelles qui ont connu un certain succès, telles que Le Tour du monde, Papa, ô Papa, Le Soudard, Toi qui disais, 180 voiles…
De 1966 à 1970, il fut présentateur d'émissions pour les enfants à la télévision française aux côtés de Pierre Tchernia.
Personnage attachant, il est aussi l'auteur de plusieurs livres, dont une autobiographie (On va tout seul au Paradis), de pièces de théâtre, de comédies musicales, et de dramatiques pour la radio et pour la télévision.
Il était marié à Uta Taeger.
Son fils Thomas a été claviériste au sein de la Mano Negra.
Sa fille Julie Darnal est comédienne et chanteuse.

## Théâtre
Auteur
- 1967 : Des petits bonhommes dans du papier journal, mise en scène Bernard Jenny, Théâtre du Vieux-Colombier
- 1987 : Momo de Jean-Claude Darnal, mise en scène de Nicolas Bataille - théâtre Déjazet - Avec Jean-Claude Aubé

## Cinéma
(1962) La dénonciation film de Jacques Daniol-Valcroze.